# Дінамі

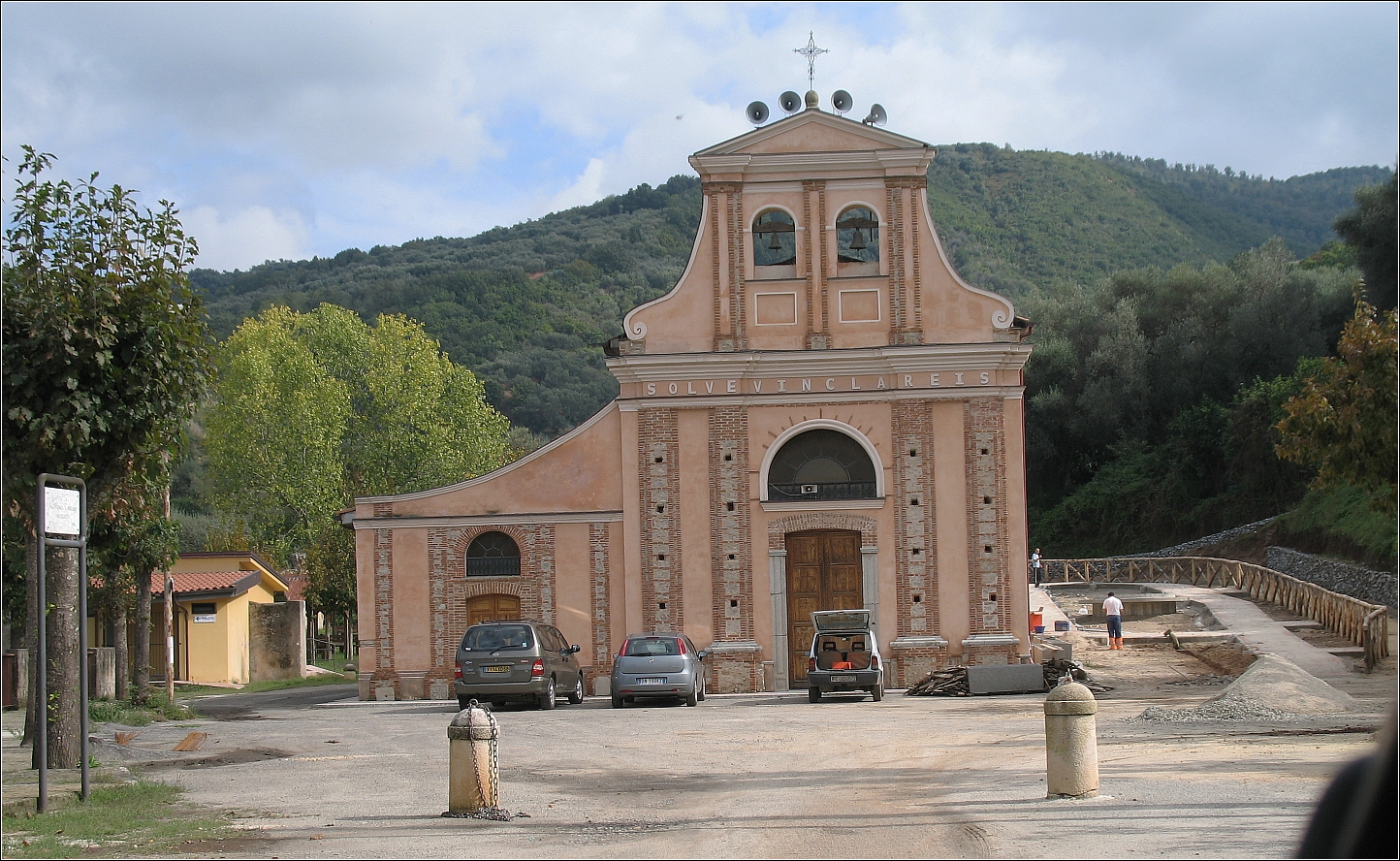
Santuario Catena

Дінамі (італ. Dinami, сиц. Dinami) — муніципалітет в Італії, у регіоні Калабрія, провінція Вібо-Валентія.
Дінамі розташоване на відстані близько 490 км на південний схід від Рима, 60 км на південний захід від Катандзаро, 16 км на південь від Вібо-Валентії.
Населення — 2246 осіб (2014).
Щорічний фестиваль відбувається 29 вересня. Покровитель — святий Архангел Михаїл.

## Демографія
Населення за роками:

Станом на 1 січня 2023 року в муніципалітеті офіційно проживало 25 іноземців з 6 країн, серед них 22 громадяни країн Євросоюзу та 1 громадянин України.

## Сусідні муніципалітети
- Аккуаро
- Даза
- Джерокарне
- Мілето
- Сан-П'єтро-ді-Карида
- Серрата